# Leopold Fonck
Leopold Fonck (* 14. Januar 1865 in Wissen bei Weeze; † 19. Oktober 1930 in Wien) war ein deutscher Jesuit, Theologe und Hochschullehrer.

## Leben
Leopold Fonck wurde 1865 als Sohn eines Rentmeisters in Wissen geboren und absolvierte seine schulische Laufbahn am Gymnasium Thomaeum in Kempen. Von 1883 bis 1890 studierte Fonck Philosophie und Theologie am Collegium Germanicum in Rom und empfing 1889 die Priesterweihe. Ab 1890 war er als Spiritual in Telgte bei Münster tätig und trat 1892 dem Jesuitenorden bei. Ab 1893 unternahm Fonck biblisch-orientalisch orientierte Studienreisen nach England, Ägypten und Palästina und studierte von 1896 bis 1899 an den Universitäten Berlin und München, woraufhin er von 1901 bis 1907 als Professor für neutestamentliche Exegese in Innsbruck tätig war.
1908 wurde Fonck als Professor für die Exegese des Neuen Testaments an die Päpstliche Universität Gregoriana in Rom berufen. Papst Pius X. betraute ihn 1909 mit dem Aufbau und der Leitung des Päpstlichen Bibelinstituts (Pontificio Istituto Biblico), das durch das Apostolische Schreiben Vinea Electa vom 7. Mai desselben Jahres gegründet wurde, und ernannte ihn zum Konsultor der Päpstlichen Bibelkommission. Mit dem Ausbruch des Ersten Weltkriegs wurde Foncks Wirken unterbrochen, er verbrachte die Kriegsjahre in der Schweiz. Von 1919 bis 1929 war Fonck erneut Professor der Exegese in Rom.
Nach seiner Emeritierung reiste er als Akademikerseelsorger nach Prag und im Sommer 1930 nach Wien, wo er im selben Jahr verstarb.

## Schriften (Auswahl)
- Streifzüge durch die biblische Flora. (1900)
- Die Parabeln des Herrn im Evangelium, exegetisch und praktisch erläutert. (1902)
- Die Wunder des Herrn im Evangelium, exegetisch un praktisch erläutert. (1903)
- Ausgewählte Reden und Gespräche des Herrn. (1905)
- Geheimnisse des Lebens Jesu. (1906)
- Wissenschaftliches Arbeiten: Beiträge zur Methodik des akademischen Studiums. (1908)
- Katholische Weltanschauung und freie Wissenschaft. (1908)
- Die Irrtumslosigkeit vor dem Forum der Wissenschaft. (1916)